# 滨鹬鞭带吸虫
滨鹬鞭带吸虫（学名：Himasthla alincia）为棘口科鞭带属的动物。分布于巴西、美国以及中国大陆的福建等地，营寄生生活，宿主黑腹滨鹬（福建）、小滨鹬（巴西）、杓鹬（福建）、鹬（巴西）以及寄生于肠。